# Cabiria éjszakái
A Cabiria éjszakái (olaszul: Le notti di Cabiria) 1957-ben bemutatott olasz filmdráma Federico Fellini rendezésében Giulietta Masina és François Périer főszereplésével. A forgatókönyv Fellini ötletén alapul, egy római prostituáltról szól, aki az igaz szerelmet keresi.
A film 1957-ben elnyerte a legjobb idegen nyelvű filmnek járó Oscar-díjat, közvetlenül azután, hogy 1956-ban ugyancsak egy Fellini-film, az Országúton nyerte a díjat, szintén Giulietta Masina főszereplésével.
Magyar szinkron 1972-ben készült a Magyar Televíziónál.

## Történet
|  | Alább a cselekmény részletei következnek! |

Cabiria a külvárosi prostituált (Giulietta Masina) és szerelme Giorgio (Franco Fabrizi) egy néptelen területen kirándulnak. Amikor egy folyóparthoz érnek Giorgio kitépi a nő kezéből a táskáját és belelöki őt a vízbe, majd elszalad. Cabiria nem tud úszni, ezért majdnem megfullad, de fiatal srácok kimentik, és a környékbeliek segítségével újraélesztik. Ahogy magához tér, Cabiria rögtön Giorgiot kezdi el keresni, hazamegy, azonban Giorgiot otthon sem találja. Szomszédja és barátnője Wanda (Franca Marzi) próbálja őt vigasztalni, de Cabiria először el sem hiszi, hogy szerelme a táskában lévő pénzét akarta csak, és ezért elhagyta.
Egy idő után összeszedi magát, és visszamegy dolgozni az utcára. Az egyik éjjel egy drága nichtclub előtt tanúja lesz egy veszekedésnek a híres filmsztár Alberto Lazzari (Amadeo Nazzari) és annak barátnője, Jessy (Dorian Gray) között. Az álompár látszólag szakít egymással, és a filmsztár Cabiriát hívja el aznap éjjel egy szórakozóhelyre, majd onnan a lakására. A vacsora közben azonban váratlanul megérkezik Jessy, aki békülni akar, ezért Cabiriának a fürdőszobában elbújva kell töltenie az éjszakát, hogy a nő ne vegye észre.
A következő éjszaka az egyik kuncsaft messze a városon kívül teszi ki a kocsijából, ezért Cabiriának ismeretlen területen kell hazabotorkálnia. Itt egy zsákos emberrel találkozik, akiről kiderül, hogy a környéken barlangokban, föld alatti lyukakban élő nincsteleneknek hord éjjelente adományokat.
Cabiria és a többi prostituált úgy döntenek, hogy elmennek egy csodatévő helyre, ahol a hívek csodás gyógyulásokért imádkoznak. Amikor a templomban Cabiria is sorra kerül ő azt kéri istentől, hogy megváltozhasson az élete, azonban keserűen azt tapasztalja, hogy ahogy a béna sem kezdett el újra járni, úgy az ő élete sem változott meg.
A következő éjszaka egy vándorcirkusz előadására vesz jegyet, ahol egy bűvész (Aldo Silvani) lép fel. A bűvész felhívja őt a színpadra, majd hipnotizálja. A hipnózis alatt elhiteti vele, hogy egy Oscar nevű udvarlója van, és vele találkozik éppen, Cabiria pedig szerelmet vall a képzeletbeli férfinak. A férfiakból álló közönség kineveti és kicsúfolja őt, ezért Cabiria az előadás után megvárja amíg mindenki hazamegy, és csak azután mer kimenni az utcára. Odakinn azonban egyikük mégis őrá vár, és azt állítja, hogy az ő neve is Oscar (François Périer) és meghívja a nőt egy italra, majd újabb randevút kér tőle. Cabiria néhány találkozás után szerelmes lesz Oscarba, aki feleségül is akarja őt venni.
Cabiria úgy érzi, mégis megtörtént a csoda, az élete mégis megváltozhat. Eladja a kis házat, aminek az árát egy élet munkájával fizette ki, és kiveszi a bankból az összes spórolt pénzét, majd mindenkitől elbúcsúzik a külvárosi telepen, hogy vőlegényével új életet kezdjen valahol máshol. Oscar egy elhagyott erdőbe hívja sétálni a nőt, akinek a táskájában ott a teljes vagyona, 700 ezer líra. Amikor egy tóra néző szakadékhoz érnek Oscar egyre idegesebb, majd amikor megkérdezi a nőt, hogy tényleg nem tud-e úszni, akkor Cabiria rájön, hogy a férfi éppúgy csak a pénzét akarja, mint Giorgio tette. Előbb azért könyörög, hogy hagyja életben, majd bánatában már azt kéri a férfitól, hogy inkább ölje meg. Az azonban végül csak a táskáját veszi el, de nem tudja megölni.
Már sötét éjszaka van mire Cabiria újra összeszedi magát, és elindul, hogy visszataláljon a városba. A fák között egy utat talál, ahol a film utolsó jelenetében egy csapat fiatallal találkozik, akik robogókon motoroznak, zenélnek és táncolnak, és ezzel újra mosolyt csalnak Cabiria könnyes arcára.

## Szereplők
- Giulietta Masina – Cabiria Ceccarelli
- François Périer – Oscar D’Onofrio
- Amedeo Nazzari – Alberto Lazzari
- Franca Marzi – Wanda
- Dorian Gray – Jessy
- Franco Fabrizi – Giorgio
- Aldo Silvani – a bűvész
- Ennio Girolami – Amleto

## Díjak, jelölések
- Cannes (1957)
  - díj: OCIC-díj
  - díj: Giulietta Masina – legjobb női alakítás díja
- Oscar-díj (1957)
  - díj: Oscar-díj a legjobb idegen nyelvű filmnek

## Adaptációk
Az eredeti filmet Mészáros Márta és Pataki Éva adaptálta színpadra a Karinthy Színházban, 2010-ben.

### Édes Charity
Az Édes Charity című musicalt a világsikerű Fellini-film alapján Neil Simon, Cy Coleman és Dorothy Fields írta, ősbemutatója 1966-ban a Broadway-n volt, Bob Fosse rendezésében. Zenei világa a '30-as évek Amerikájának jazz-, swing- és spirituálé világát követi, olyan dalok hangzanak el benne, mint a Momentán (eredeti címe: „If My Friends Could See Me Now”) vagy a Big Spender. 1966-ban Bob Fosse elnyerte a legjobb koreográfiáért járó Tony-díjat. A Broadwayn 1986-ban Fosséval, majd 2005-ben is felújították a darabot, melyek további díjakat is elnyertek. 2005-ben a címszerepét Christina Applegate, az előadás turnéváltozatában pedig Molly Ringwald alakította.
A musicalből 1969-ben azonos című film készült, melyet szintén Fosse rendezett és amelyben Shirley MacLaine, John McMartin és Sammy Davis Jr. játszották a fő szerepeket. MacLaine Charity megformálásáért Golden Globe-díj jelölést is kapott a legjobb musical-színésznő kategóriában.
2016-ban Zöldi Gergely egy személyre dramatizálta a musicalt, mely bemutatója 2016. március 18-án a Rózsavölgyi Szalonban, Őze Áron rendezte és Auksz Éva játszotta.